# Cheval au Pakistan
Le cheval au Pakistan fait l'objet d'un élevage concernant cinq races locales, et d'utilisations pour le travail et le sport, notamment le polo et le tent pegging. Il reste largement monté pour le transport, en raison du mauvais état du réseau routier, notamment dans les zones rurales du pays.

## Histoire
Si la présence du cheval au Pakistan est attestée depuis des centaines d'années, il semble que l'animal ait acquis beaucoup d'importance sous le régime royal Sikh. Des ustads (dresseurs professionnels) étaient présents dans les maisons royales pour assurer la formation à la fois du cheval et du cavalier.

## Élevage
Les chevaux du Pakistan sont principalement de type oriental. D'après Pervaiz Amir, le Pakistan est l'un des rares pays à avoir conservé des lignées de chevaux dits « à sang chaud » de souche orientale exempts de croisements.
Il existe peu de données relatives à la santé vétérinaire des chevaux du Pakistan.
La base de données DAD-IS répertorie quatre races de chevaux élevées au Pakistan : le Baluchi, le Hirzai, le Makra (rare) et le Waziri.
De nombreux élevages privés sont répertoriés dans les régions du Punjab et du Sindh, en lien avec des aides gouvernementales visant à faciliter l'élevage équin. La majorité de ces élevages fournissent des chevaux destinés à la pratique du polo et des courses. Des élevages sont cités près de Jhang, Bohawana, et Bhalwal.

## Utilisations
Dans les régions rurales, l'utilisation montée du cheval reste très commune, en raison notamment du mauvais état des routes. L'équitation est pratiquée tant par les femmes que par les hommes. Dans les régions du Pendjab, du Sind et du Baloutchistan, il est ainsi fréquent de croiser des cavaliers, à dos de cheval ou de chameau. Dans les montagnes du Nord du pays, les nomades utilisent plutôt des poneys au bât.
La pratique du tent pegging est fréquente, généralement à travers un enseignement transmis de père à fils, particulièrement visible à Faisalabad. Les meilleurs chevaux à cet usage sont réputés provenir des régions de Ravi et Chenab.